# 愛知県道302号新川町停車場線
愛知県道302号新川町停車場線（あいちけんどう302ごう しんかわまちていしゃじょうせん）は、愛知県碧南市内を通る一般県道。

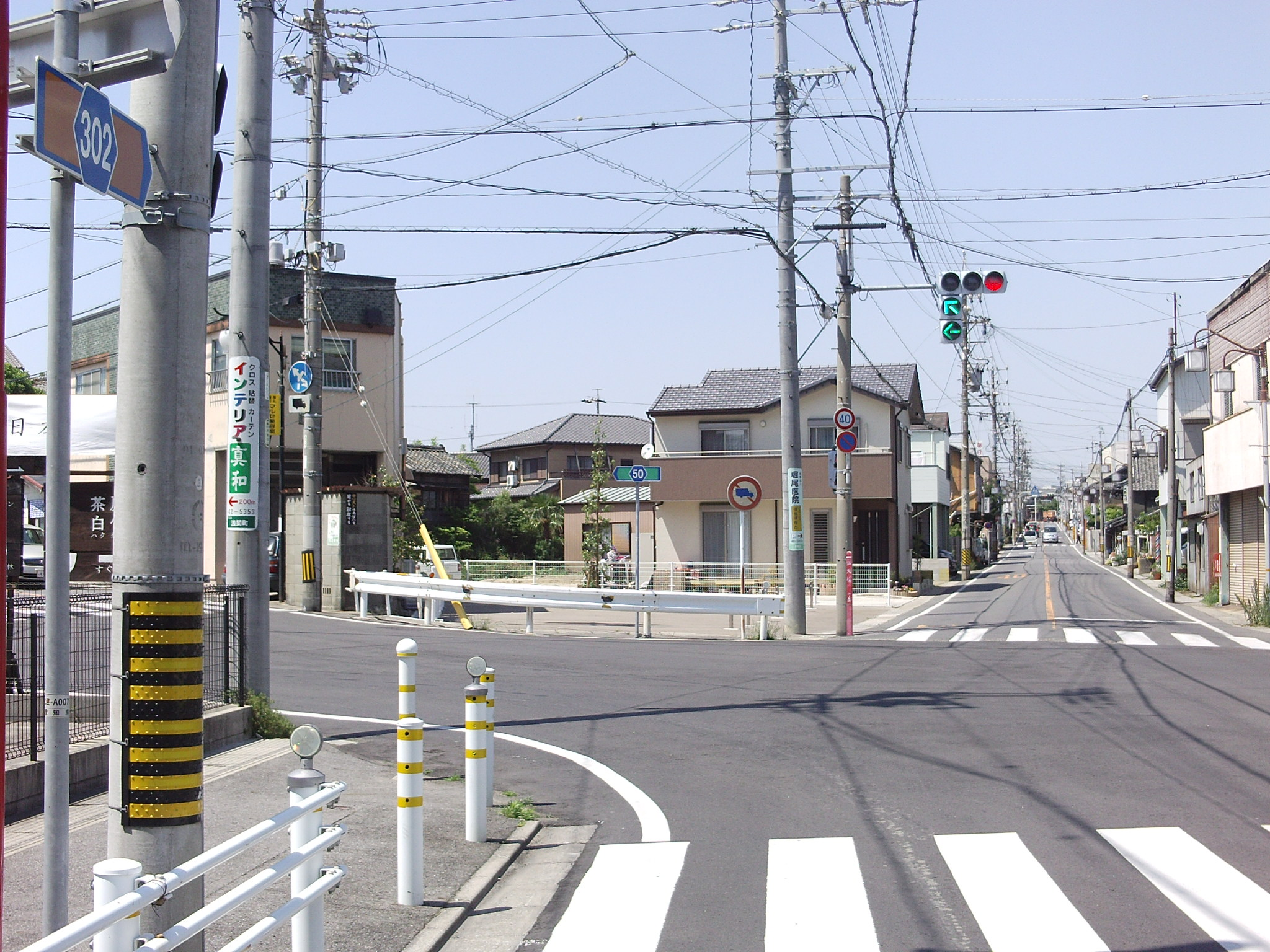
終点側。直進方向が新川町停車場線。斜め左方向は大浜街道。

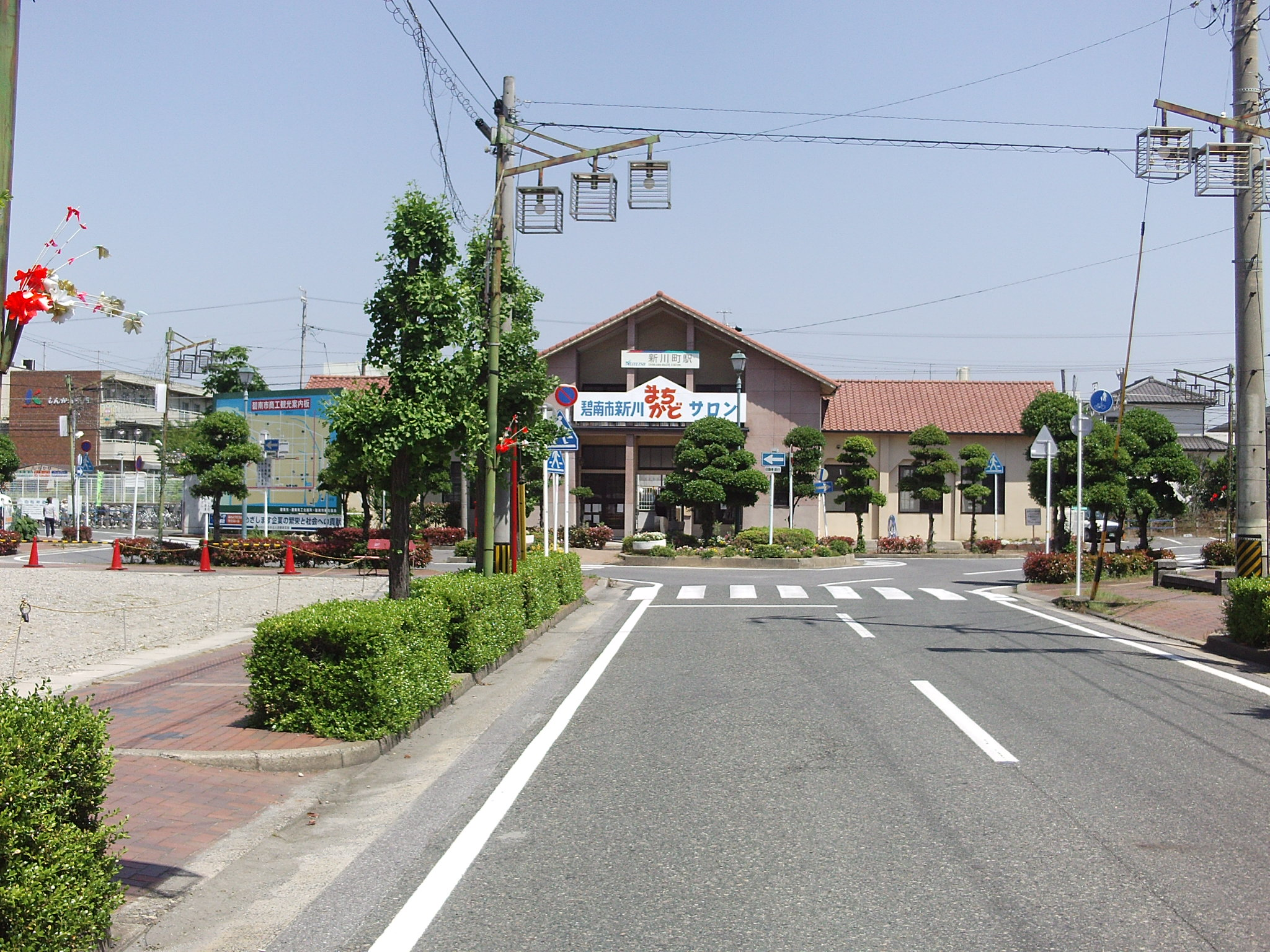
起点新川町停車場を望む。

## 概要

### 路線データ
- 起点：新川町停車場
- 終点：愛知県碧南市新川町
- 全長：約0.4km

## 沿革
- 1959年12月15日 認定

## 通過する自治体
- 愛知県
  - 碧南市

## 接続道路
- 愛知県道50号名古屋碧南線（新川交差点）

## 周辺
- 名鉄三河線 新川町駅
- 碧南新川郵便局